# Обобщённая задача о назначениях
В прикладной математике под обобщённой задачей о назначениях понимается задача комбинаторной оптимизации, являющаяся обобщением задачи о назначениях, в которой множество исполнителей имеет размер, не обязательно равный размеру множества работ. При этом исполнитель может быть назначен для выполнения любых работ (не обязательно одной работы, как в задаче о назначениях). При назначении исполнителя для выполнения работы задается две величины — затраты и доход. Каждый исполнитель имеет определённый бюджет, так что сумма всех затрат не должна превышать этот бюджет. Требуется найти такое назначение исполнителей для выполнения работ, чтобы максимизировать доход.

## Специальные случаи
В случае, когда бюджеты исполнителей и все стоимости работ равны 1, задача превращается в задачу о максимальном паросочетании. 
Если цены и доходы для всех назначений исполнителей на работы равны, задача сводится к мультипликативному ранцу. 
Если имеется всего один агент, задача сводится к задаче о ранце.

## Определение
Имеется n работ {\displaystyle x_{1},\dots ,x_{n}} и m исполнителей {\displaystyle b_{1},\dots ,b_{m}}. Каждый исполнитель {\displaystyle b_{i}} имеет бюджет {\displaystyle w_{i}}. Для каждой пары исполнитель {\displaystyle b_{i}} и работа {\displaystyle x_{j}} задан доход {\displaystyle p_{i,j}} и вес {\displaystyle w_{i,j}}. Решением является подмножество работ U и распределение работ из U по исполнителям. Решение допустимо, если сумма затрат на назначенные работы исполнителя {\displaystyle b_{i}} не превосходит бюджета {\displaystyle w_{i}}. Доходом от решения является сумма всех доходов всех распределений работа-исполнитель.
Математически обобщённую задачу о назначениях можно сформулировать следующим образом:
maximize {\displaystyle \sum _{i=1}^{m}\sum _{j=1}^{n}p_{ij}x_{ij}.}
subject to {\displaystyle \sum _{j=1}^{n}w_{ij}x_{ij}\leq w_{i}\qquad i=1,\ldots ,m};
{\displaystyle \sum _{i=1}^{m}x_{ij}\leq 1\qquad j=1,\ldots ,n};
{\displaystyle x_{ij}\in \{0,1\}\qquad i=1,\ldots ,m,\quad j=1,\ldots ,n};
Обобщённая задача о назначениях является NP-трудной и даже APX-трудной.
Фляйшер, Гоманс, Мирокни и Свириденко предложили комбинаторный алгоритм локального поиска с аппроксимацией {\displaystyle (2+\varepsilon )} и алгоритм на основе линейного программирования с аппроксимацией 
{\displaystyle ({\frac {e}{e-1}}+\varepsilon )}.
Аппроксимация {\displaystyle ({\frac {e}{e-1}}+\epsilon )} является лучшей известной аппроксимацией обобщенной задачи о назначениях.

## Жадный аппроксимирующий алгоритм
Используя алгоритм {\displaystyle \alpha }-аппроксимации задачи о назначениях, можно создать ({\displaystyle \alpha +1})-аппроксимацию  для обобщенной задачи о назначениях на манер жадного алгоритма используя концепцию остатка дохода.
Алгоритм итерационно создает предварительную последовательность, в которой на итерации {\displaystyle j} предполагается закрепить работы за исполнителем {\displaystyle b_{j}}.
Выбор для исполнителя {\displaystyle b_{j}} может быть изменён в дальнейшем при закрепление работ за другими исполнителям.
Остаток дохода работы {\displaystyle x_{i}} для исполнителя {\displaystyle b_{j}} равен {\displaystyle p_{ij}}, если {\displaystyle x_{i}} не отдана другому исполнителю, и {\displaystyle p_{ij}} – {\displaystyle p_{ik}}, если работа отдана исполнителю {\displaystyle b_{k}}.
Формально:
Используем вектор {\displaystyle T} для предварительного выбора и в этом векторе 
{\displaystyle T[i]=j} означает, что на работу {\displaystyle x_{i}} предполагается назначить исполнителя {\displaystyle b_{j}},
{\displaystyle T[i]=-1} означает, что на работу {\displaystyle x_{i}} никто не назначен.
Остаток дохода на итерации {\displaystyle j} обозначается через {\displaystyle P_{j}}, где 
{\displaystyle P_{j}[i]=p_{ij}}, если работа {\displaystyle x_{i}} не выбрана (т.е. {\displaystyle T[i]=-1})
{\displaystyle P_{j}[i]=p_{ij}-p_{ik}}, если работу {\displaystyle x_{i}} предполагается отдать исполнителю {\displaystyle b_{k}} (т. е. {\displaystyle T[i]=k}).
Таким образом, алгоритм выглядит следующим образом:
Присваиваются начальные значения {\displaystyle T[i]=-1} для всех {\displaystyle i=1\ldots n}
Для всех {\displaystyle j=1...m} выполнить:
Используется алгоритм аппроксимации для получения распределения работ для исполнителя {\displaystyle b_{j}}, используя функцию остатка дохода {\displaystyle P_{j}}. Обозначаются выбранные работы {\displaystyle S_{j}}.
Подправляется {\displaystyle T}, используя {\displaystyle S_{j}}, т. е. {\displaystyle T[i]=j} для всех {\displaystyle i\in S_{j}}.
конец цикла